# ブルックリン美術館
座標: 北緯40度40分15秒 西経73度57分50秒 / 北緯40.67083度 西経73.96389度

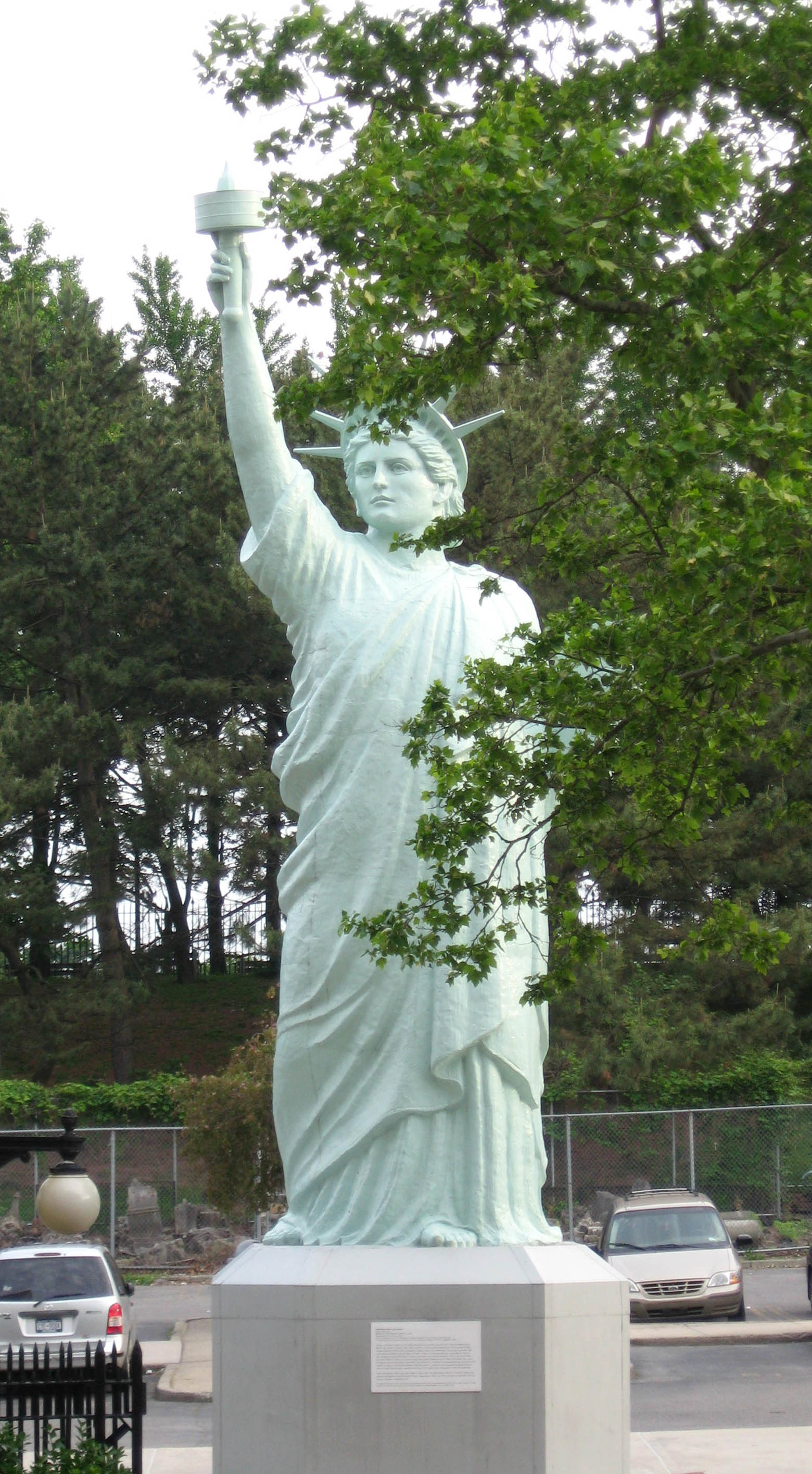
裏庭にある縮小版自由の女神

ブルックリン美術館（ブルックリンびじゅつかん、Brooklyn Museum）はニューヨーク市ブルックリン区に位置する美術館である。ニューヨークで2番目に大きな美術館で、150万点の作品を所蔵していると言われている。古代エジプト美術が充実し、アジア・アフリカ・オセアニア美術も常設。また、多数の浮世絵を所蔵していることでも知られている。1997年から2004年にかけてはBrooklyn Museum of Artと称していた。

## 収蔵作品

### 古代エジプト美術

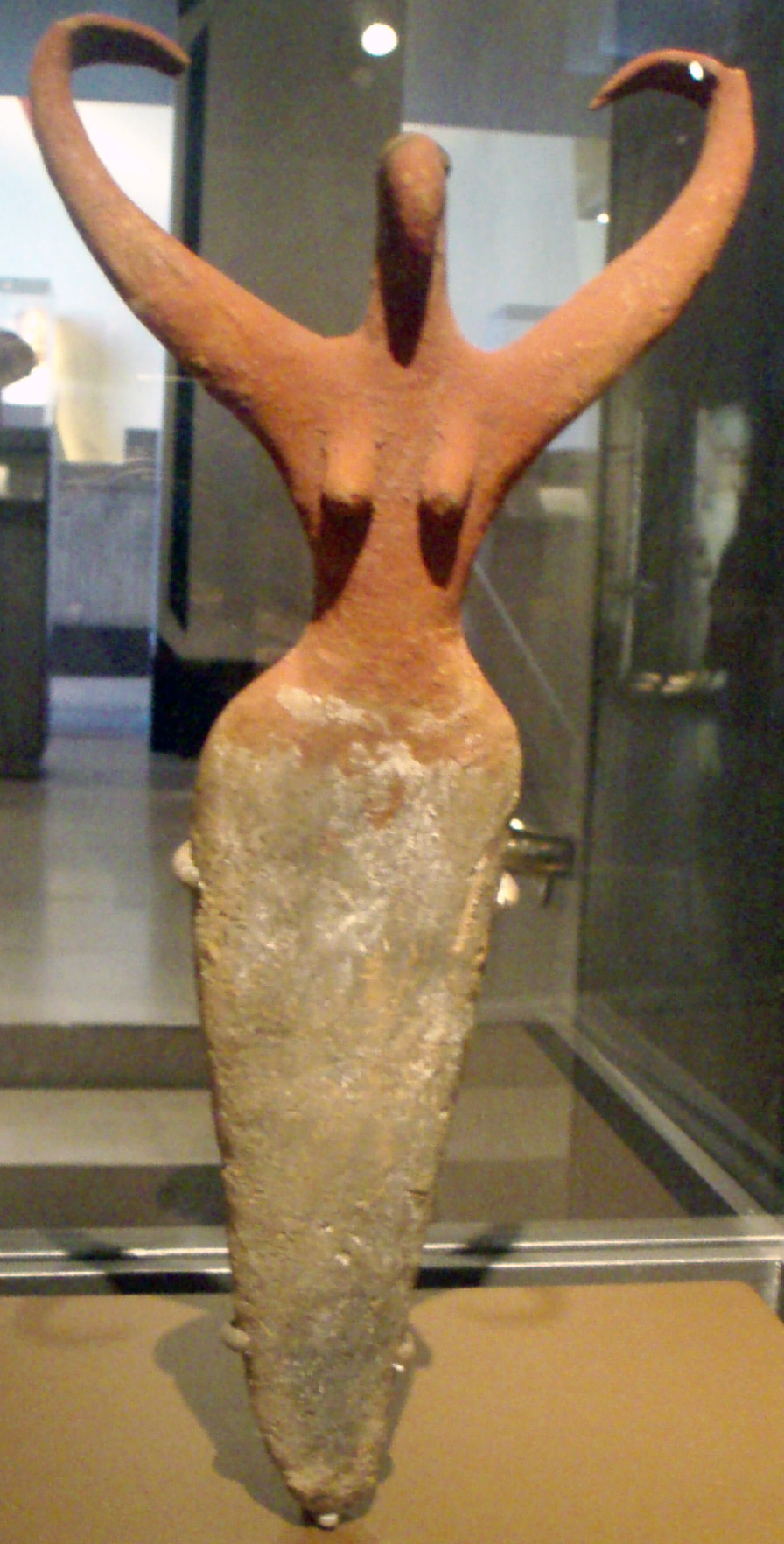
The "Bird Lady" sculpture, Predynastic female figurine.
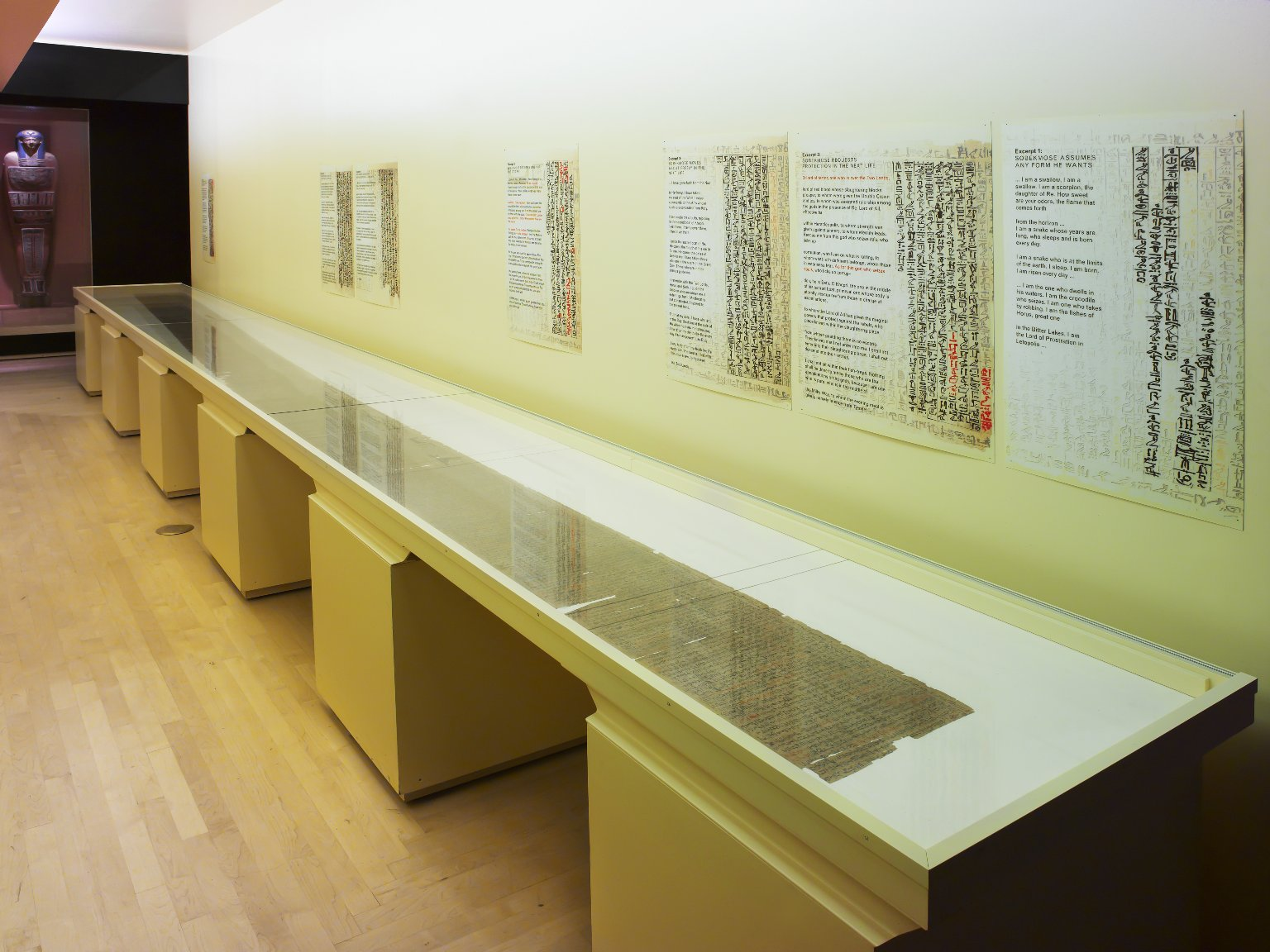
Book of the Dead of the Goldworker of Amun, Sobekmose, 31.1777e
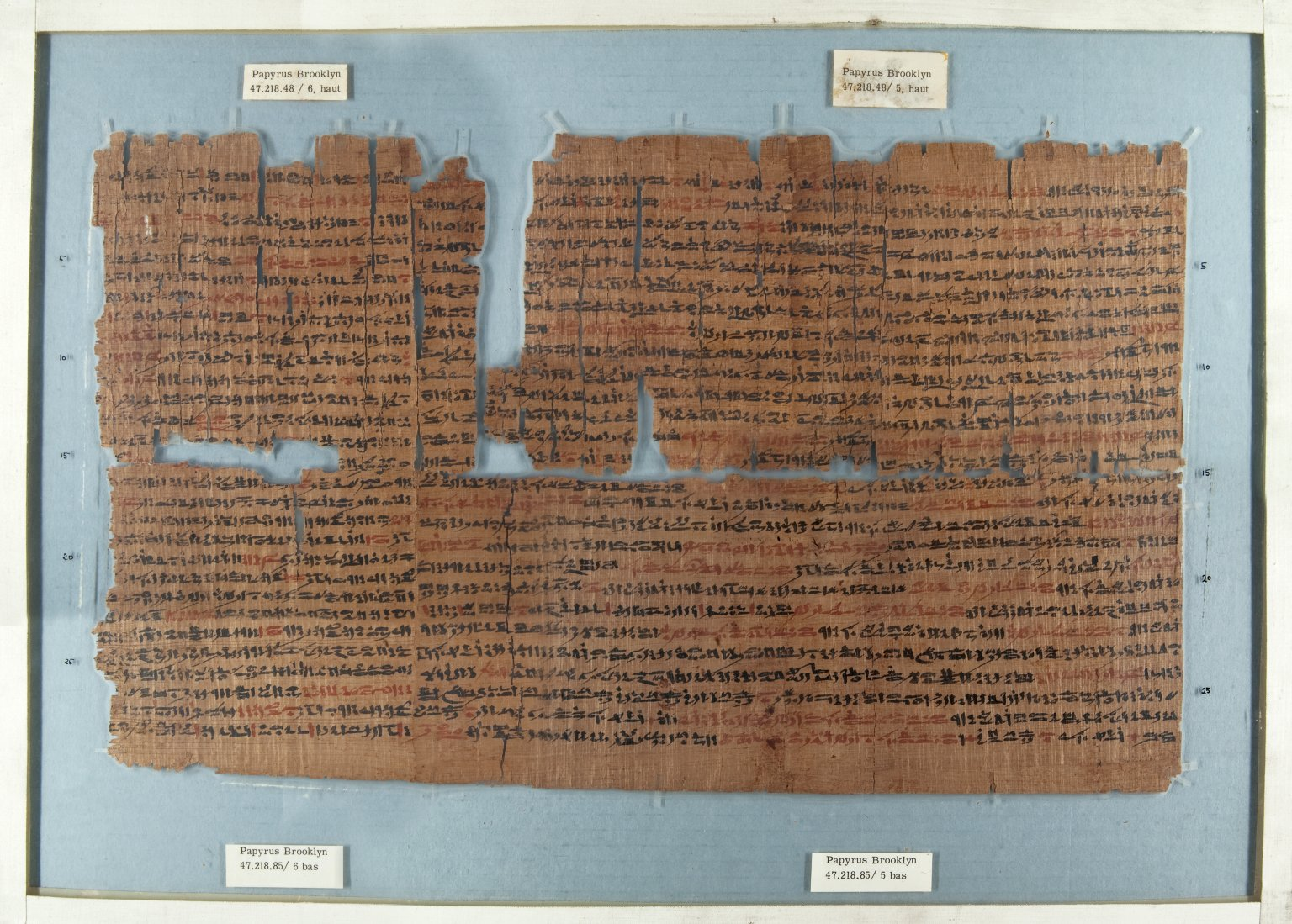
Brooklyn Papyrus 664-332 BCE
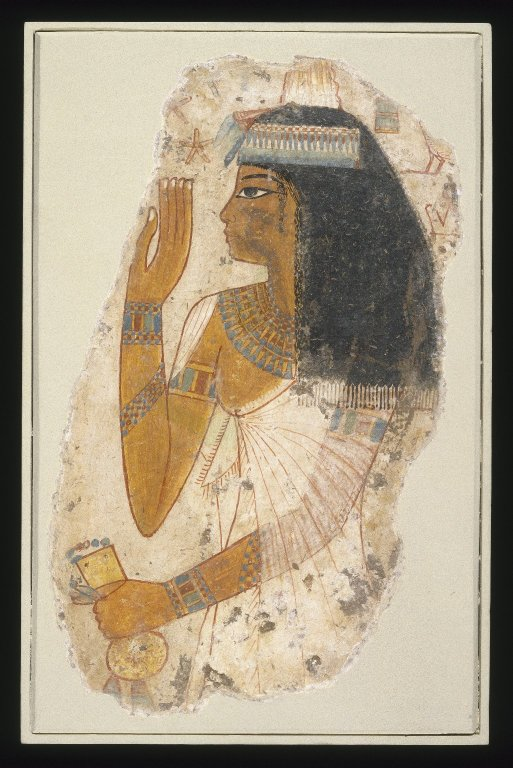
Lady Tjepu,

### アメリカの美術

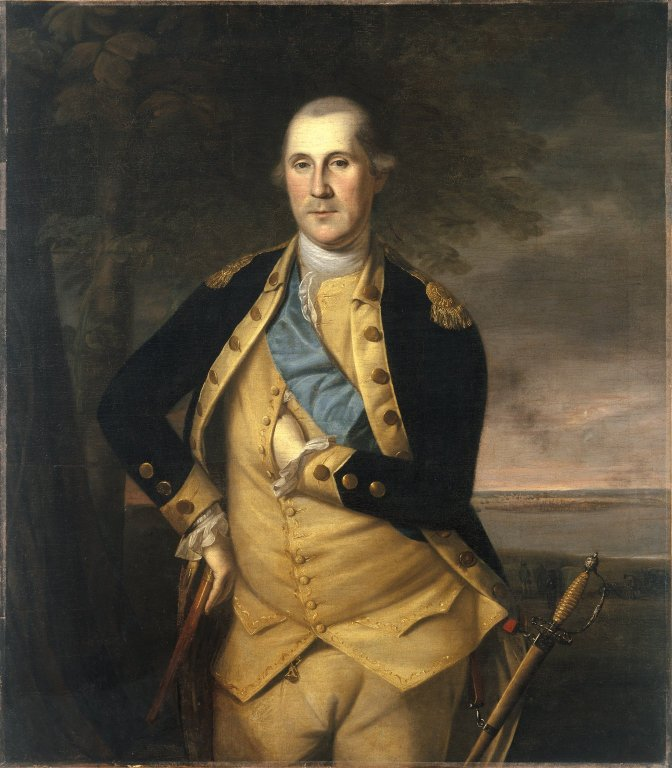
チャールズ・ウィルソン・ピール, ジョージ・ワシントン, c. 1776
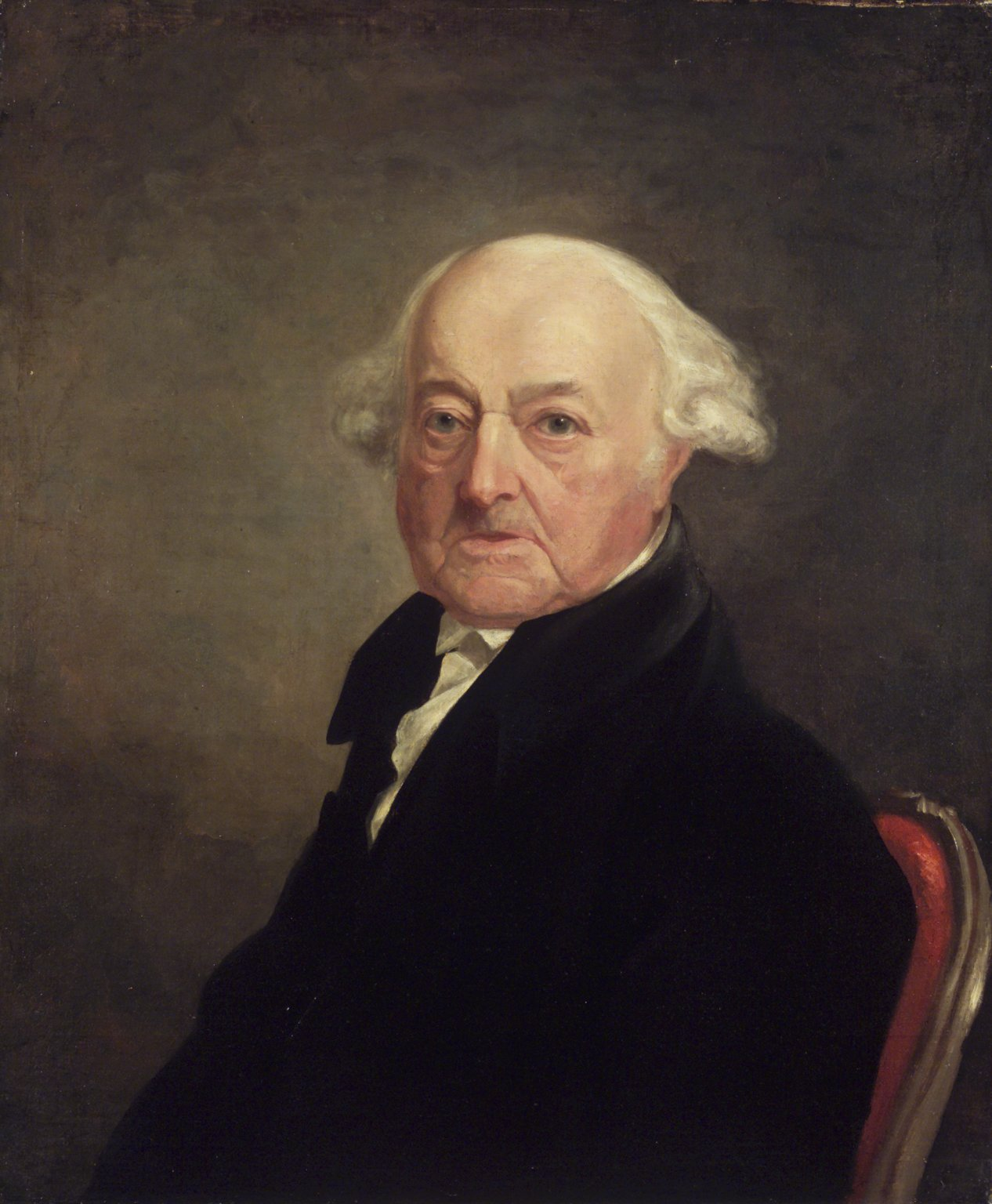
サミュエル・モールス, ジョン・アダムズの肖像画, 1816
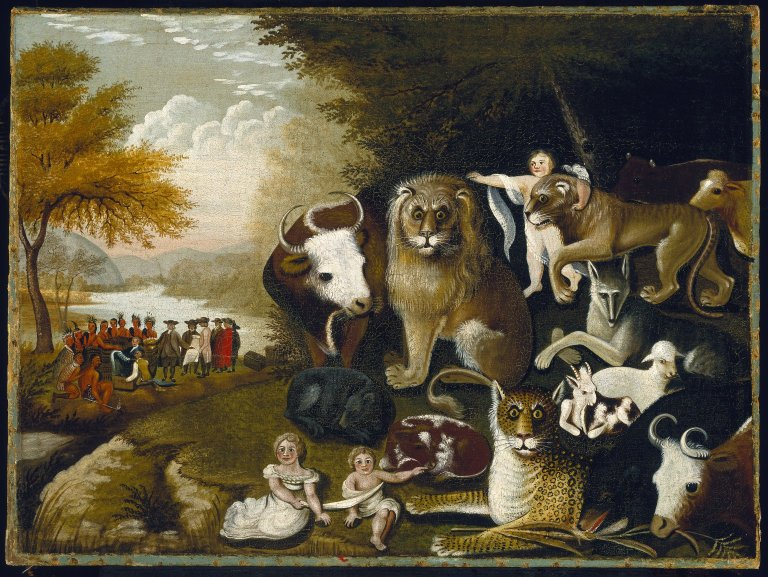
エドワード・ヒックス, 平和な王国, c. 1830-1840
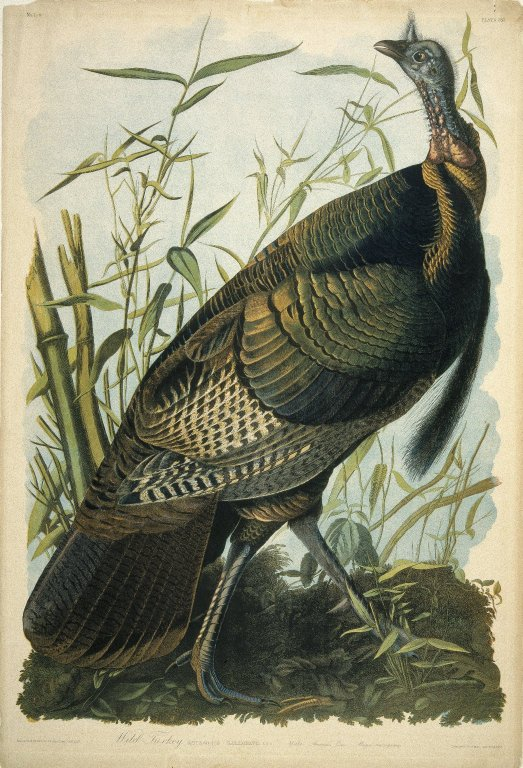
ジョン・ジェームズ・オーデュボン, Wild Turkey, リトグラフ, c. 1861
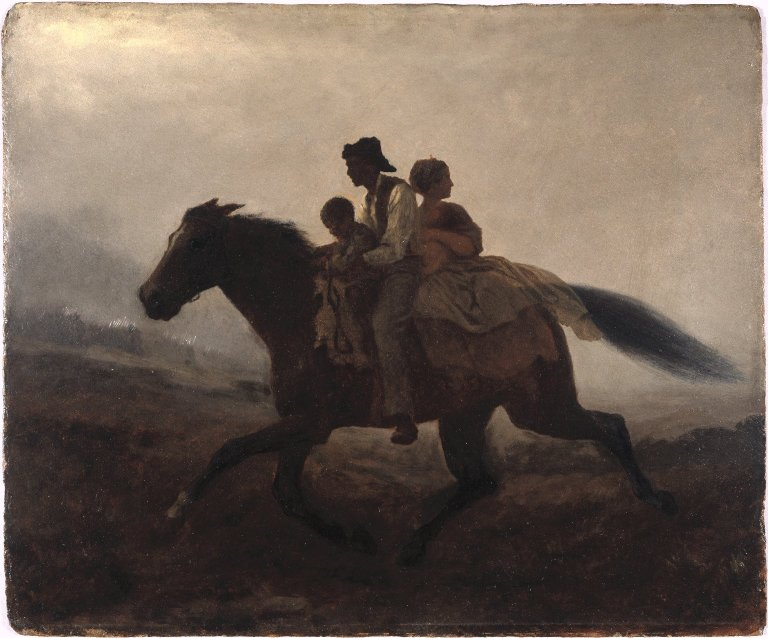
イーストマン・ジョンソン, A Ride for Liberty – The Fugitive Slaves, c. 1862
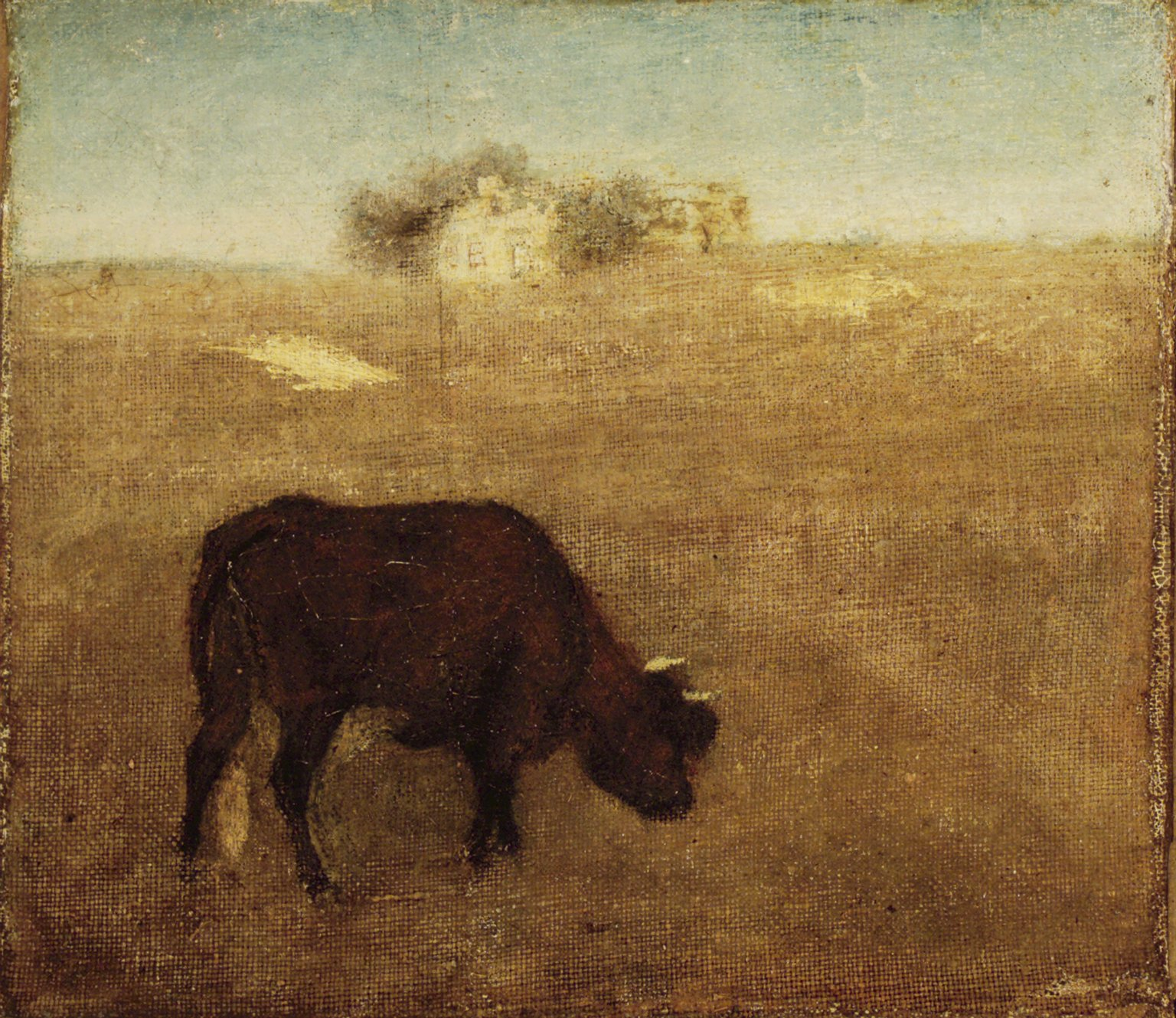
A.P.ライダー, Evening Glow The Old Red Cow, 1870-1875
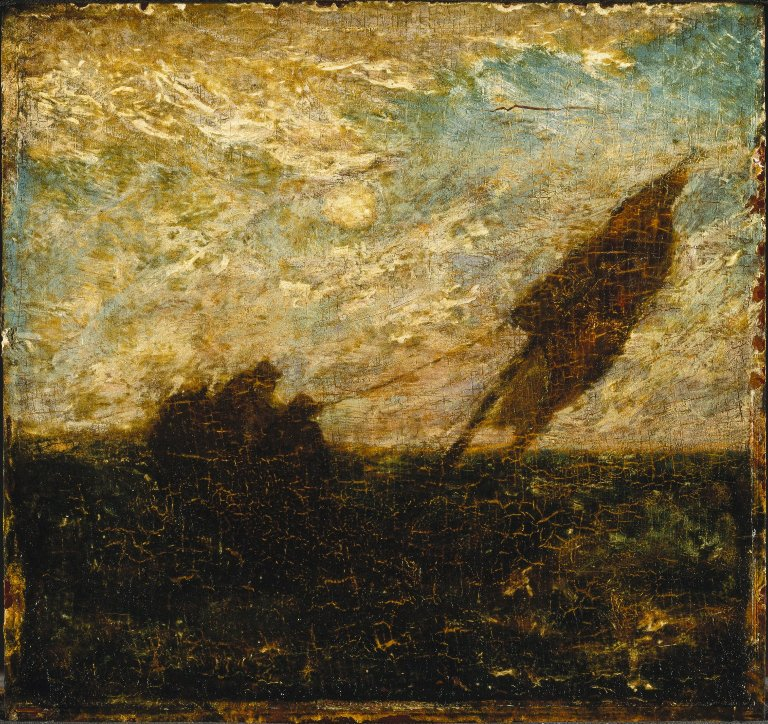
A.P.ライダー, The Waste of Waters is Their Field, 1880
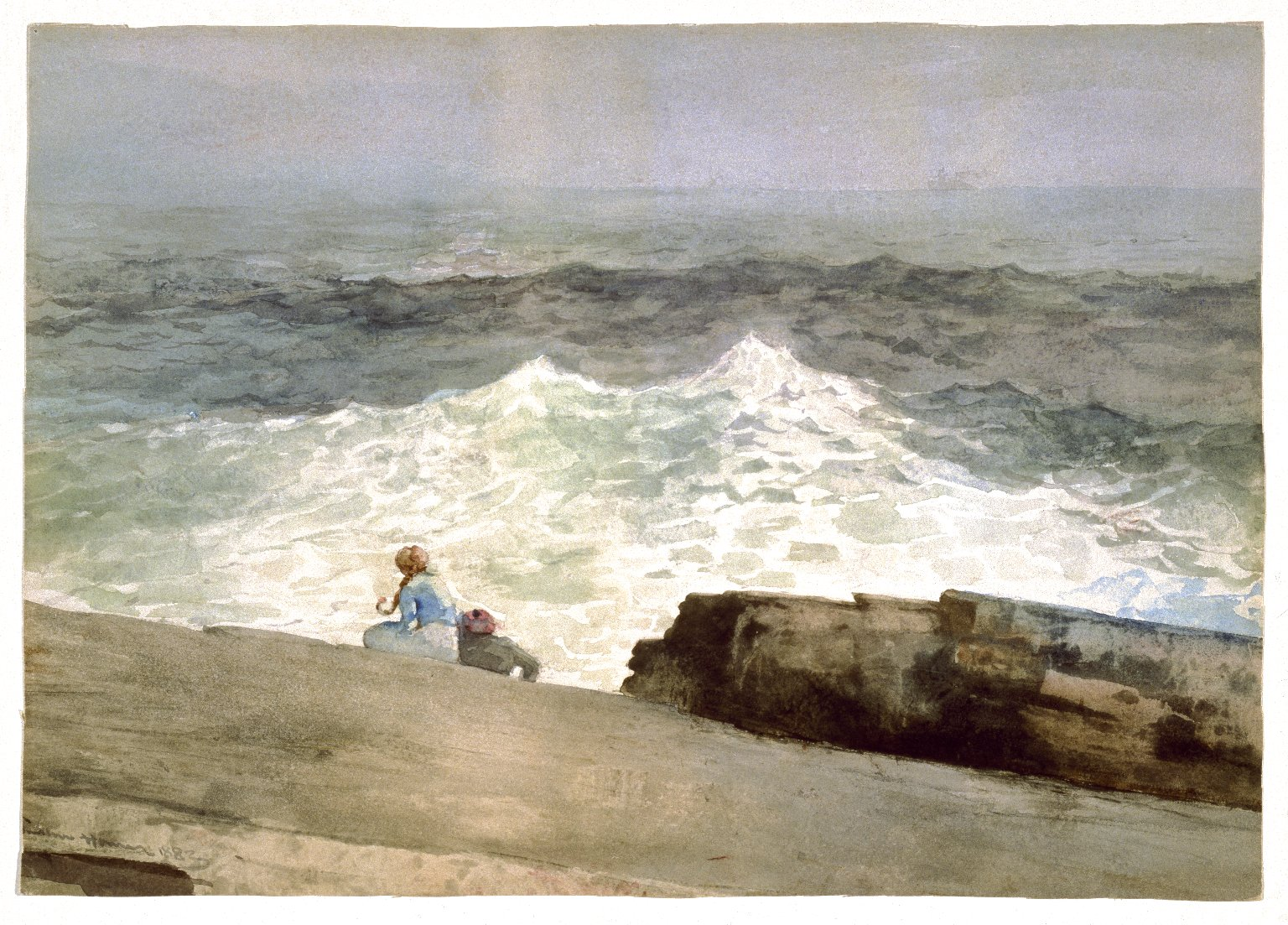
ウィンスロー・ホーマー, The Northeaster, c. 1883
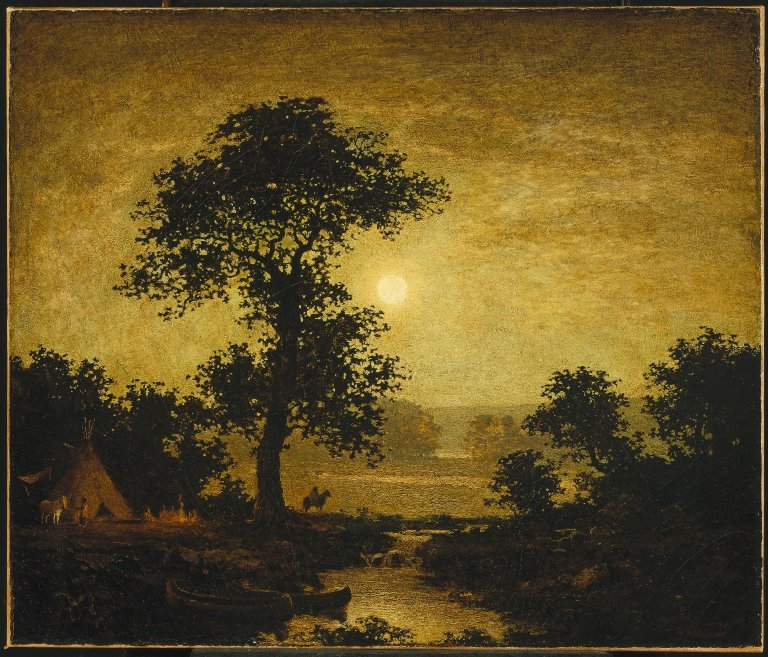
Ralph Albert Blakelock, Moonlight, 1885
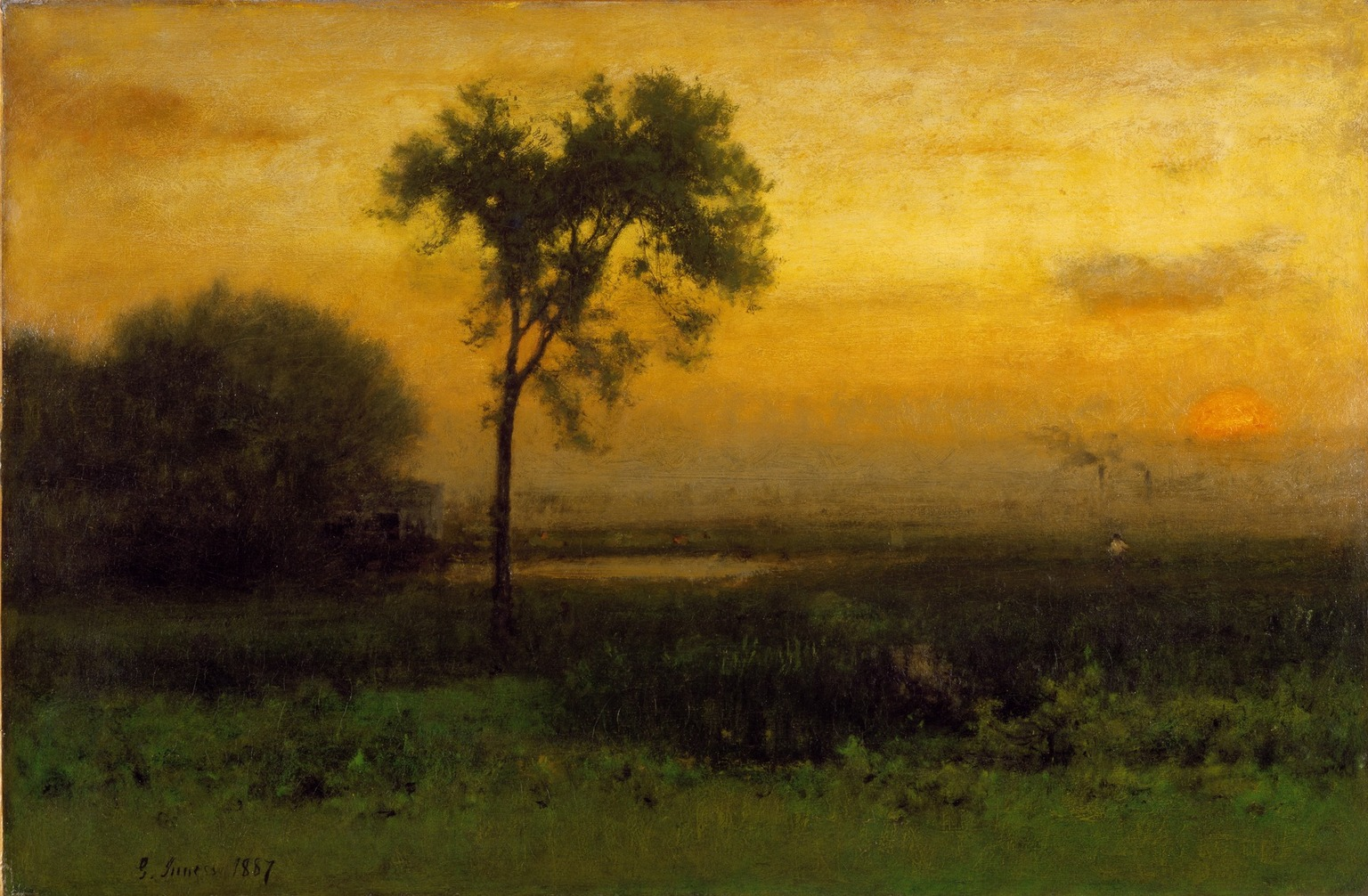
ジョージ・イネス, 「日の出」, 1887
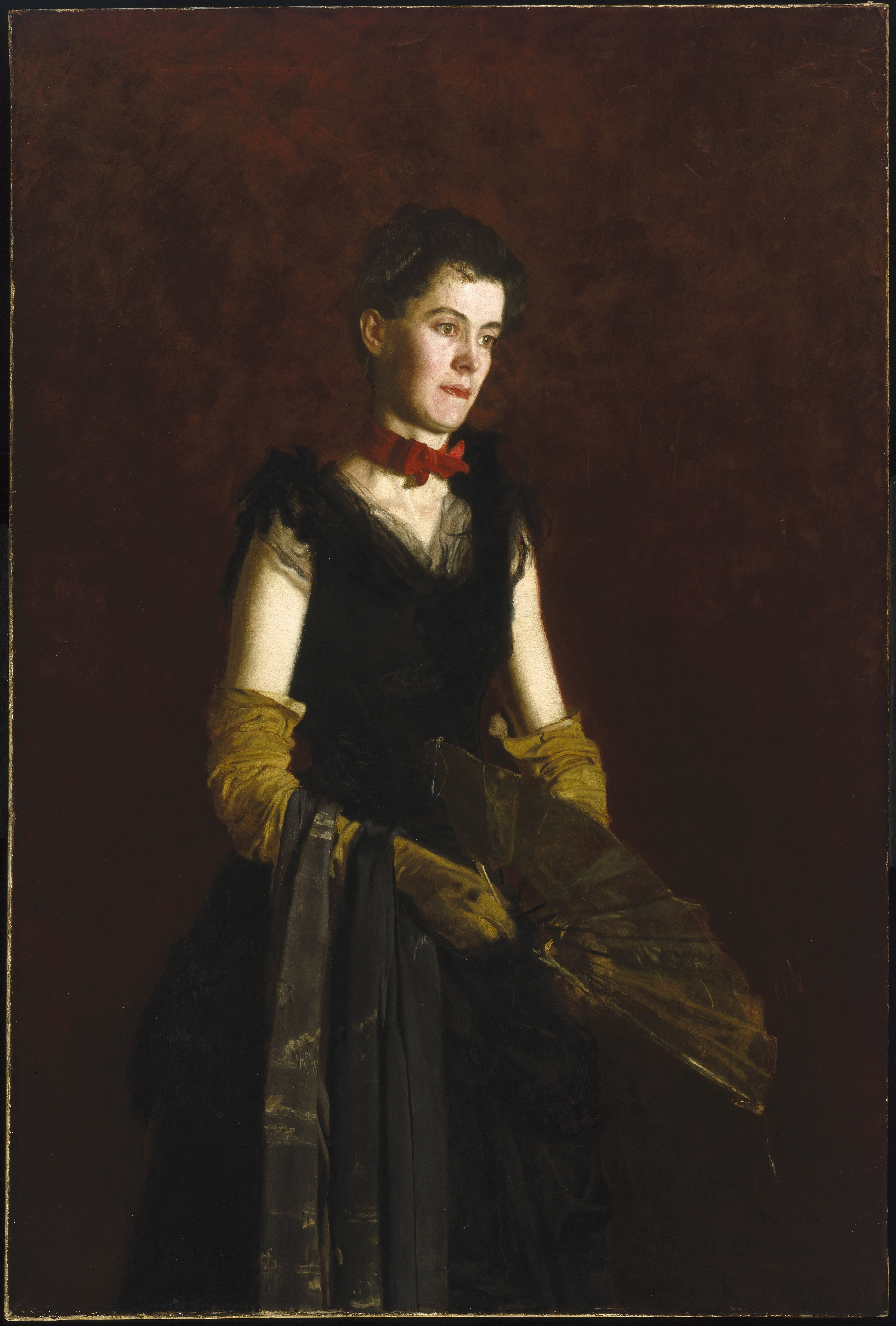
トマス・エイキンズ, Letitia Wilson Jordan, 1888
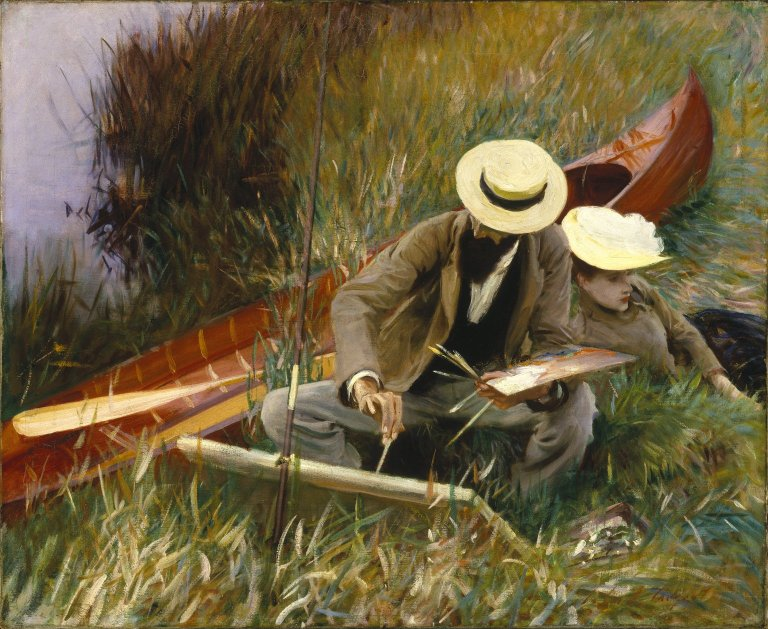
J.S.サージェント, 「妻とスケッチをする画家エリュー」, 1889
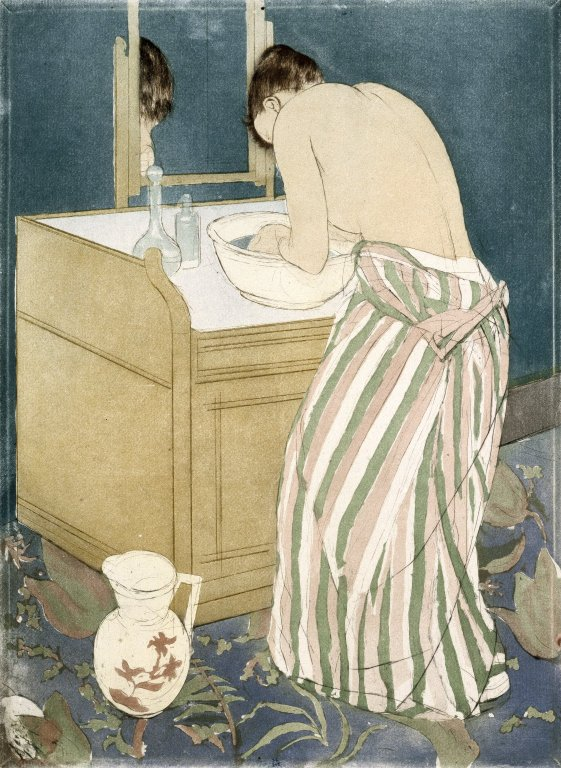
メアリー・カサット, La Toilette, c. 1889-1894
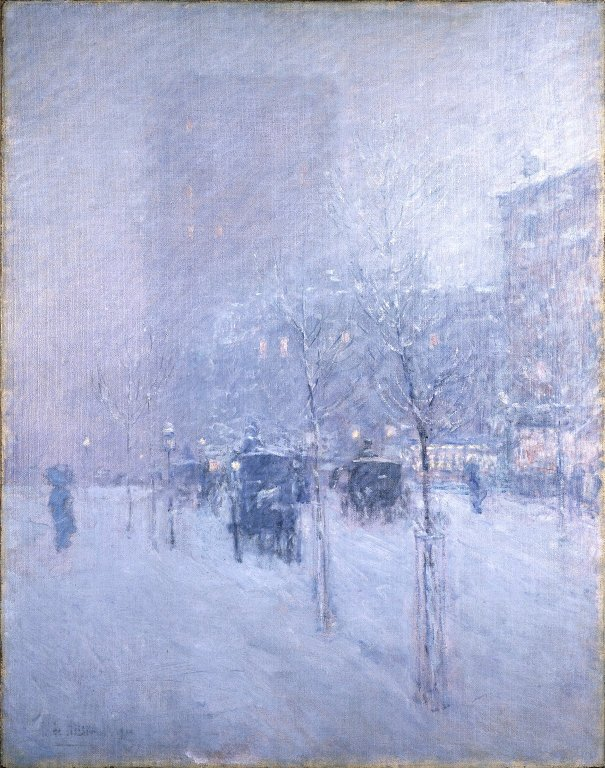
チャイルド・ハッサム, Late Afternoon, New York, Winter, c. 1900
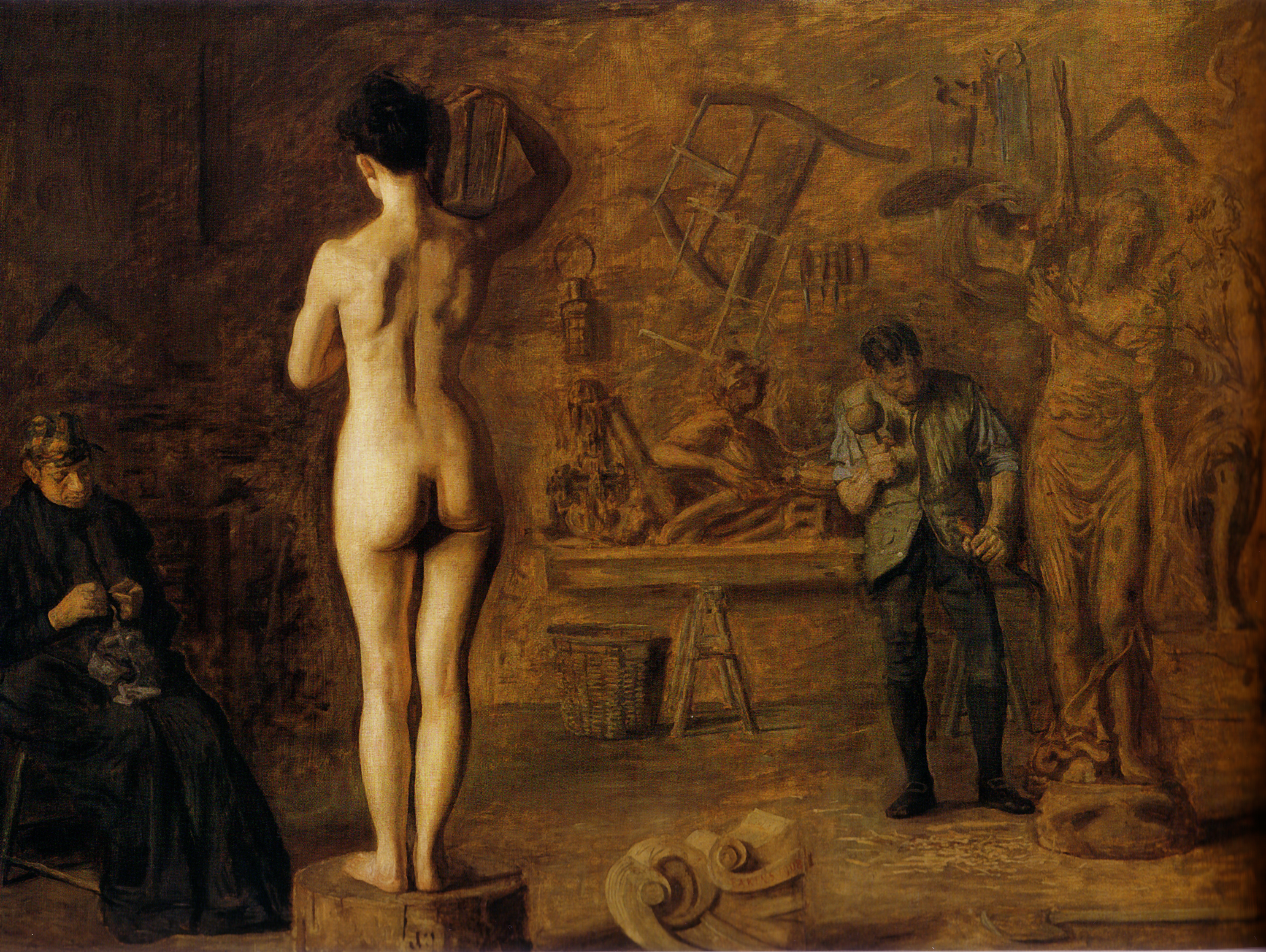
トマス・エイキンズ, William Rush Carving his Allegorical Figure of the Schuylkill River, 1908
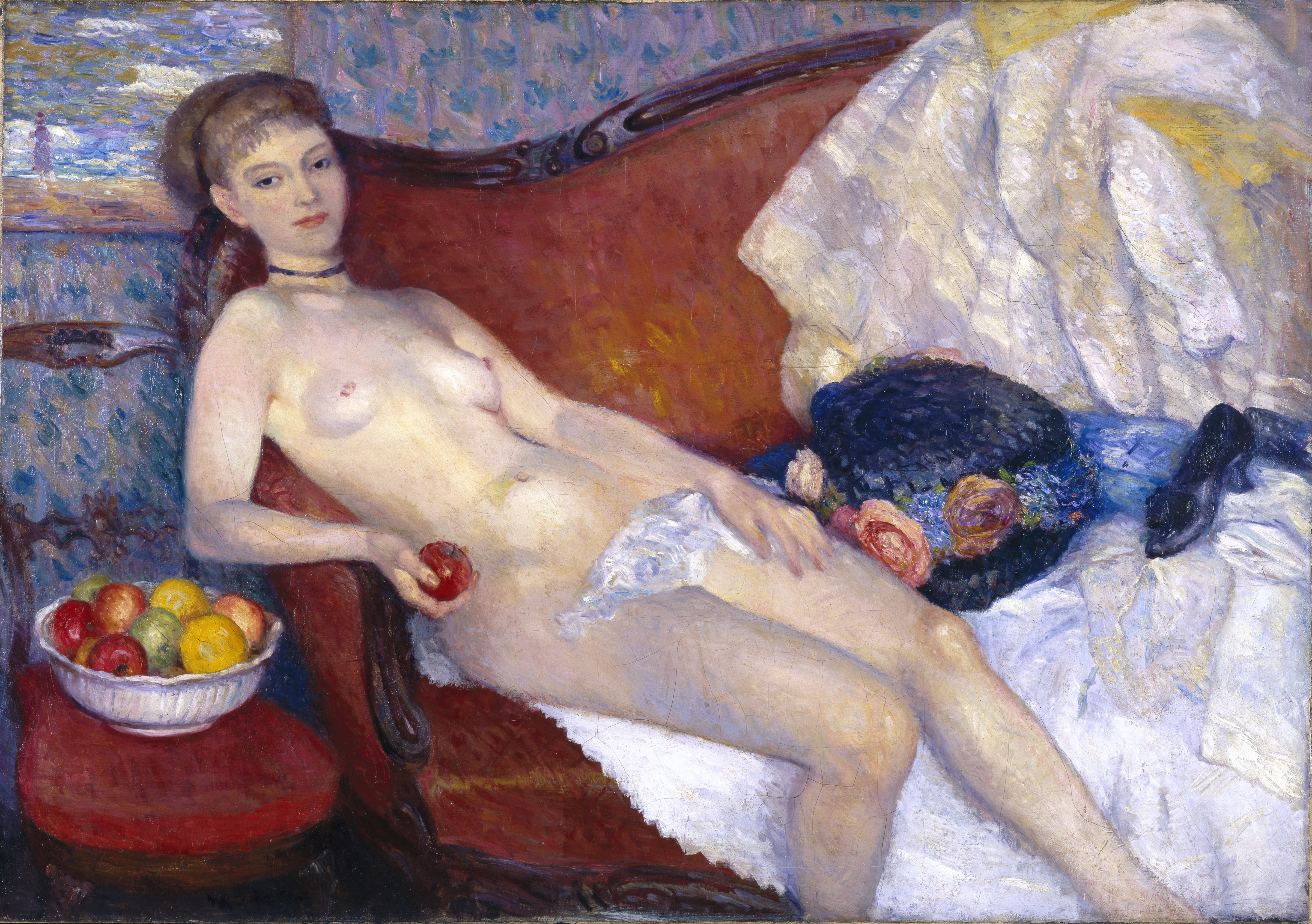
ウィリアム・グラッケンズ, Nude with Apple, 1909-1910
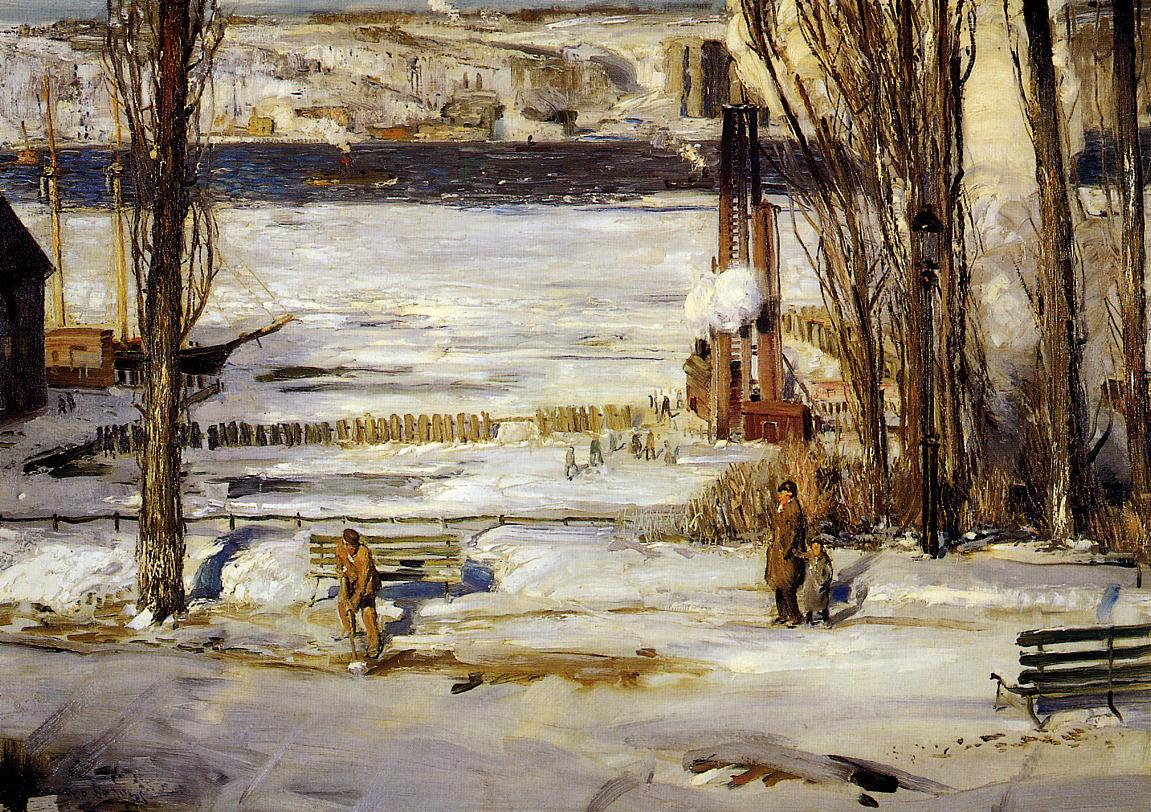
ジョージ・ベローズ, A Morning Snow--Hudson River, 1910
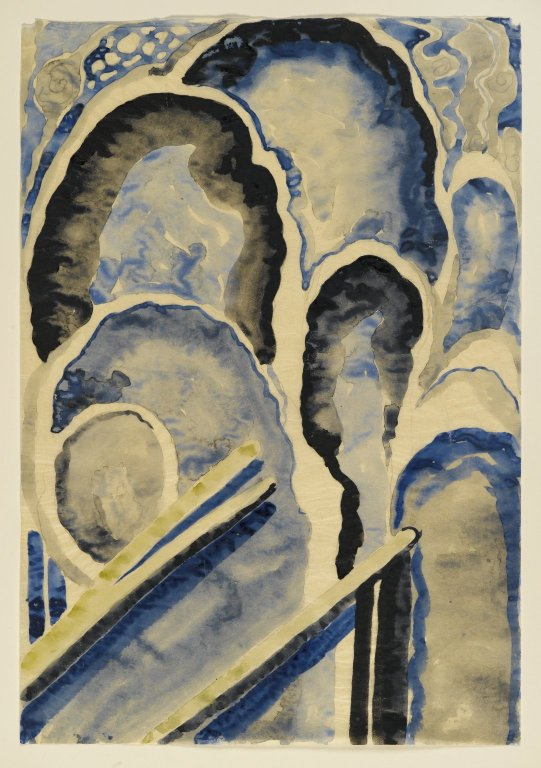
ジョージア・オキーフ, Blue 1, 1916
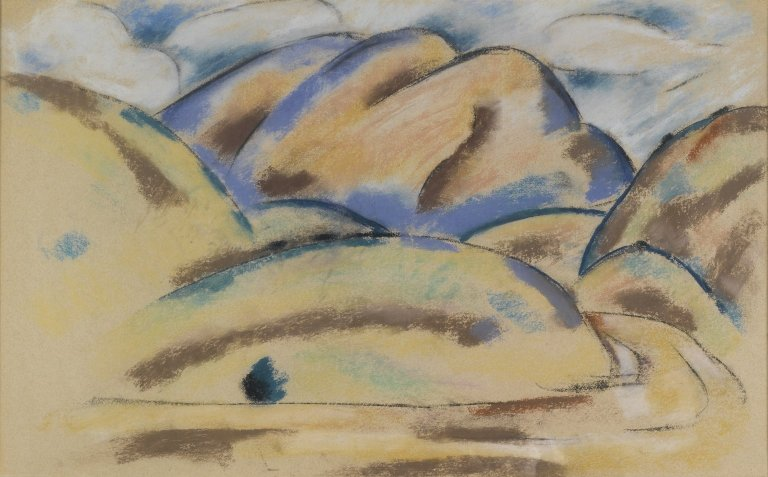
マースデン・ハートレー, Landscape, New Mexico, 1916-1920

### アジア・アフリカの民族美術

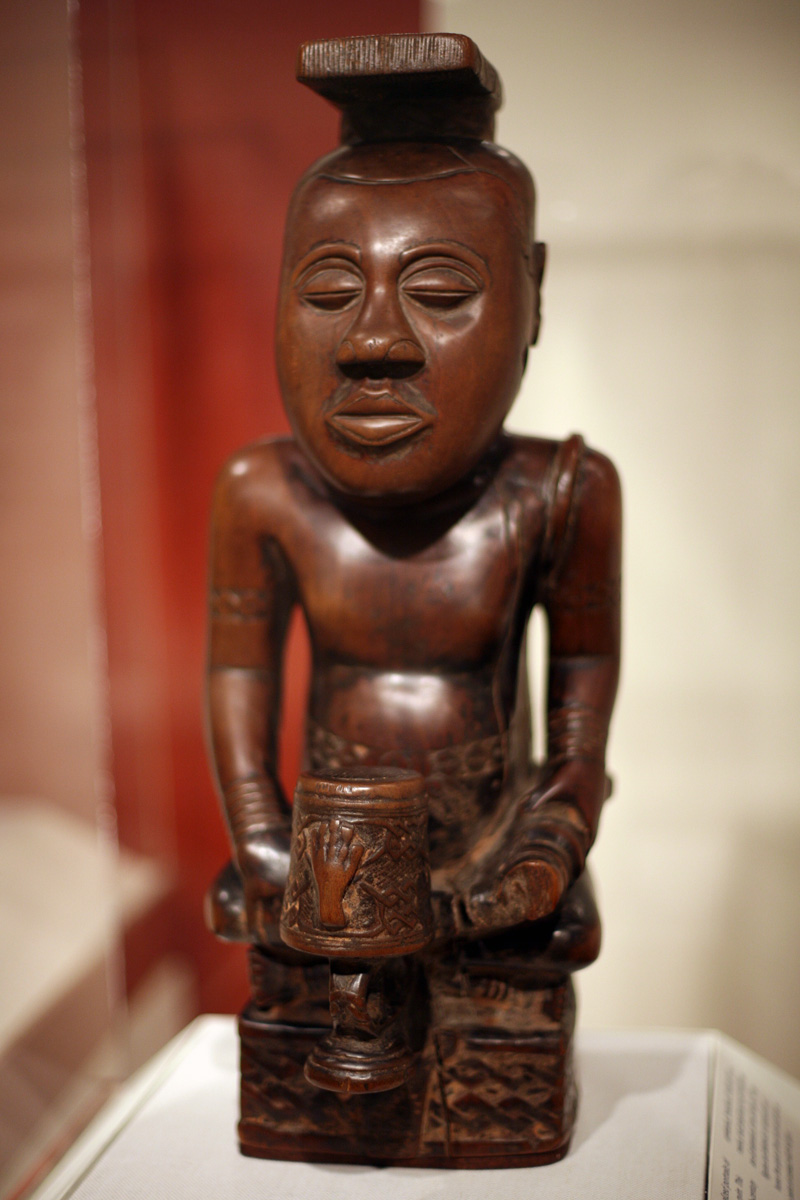
クバ王国時代の王の彫像
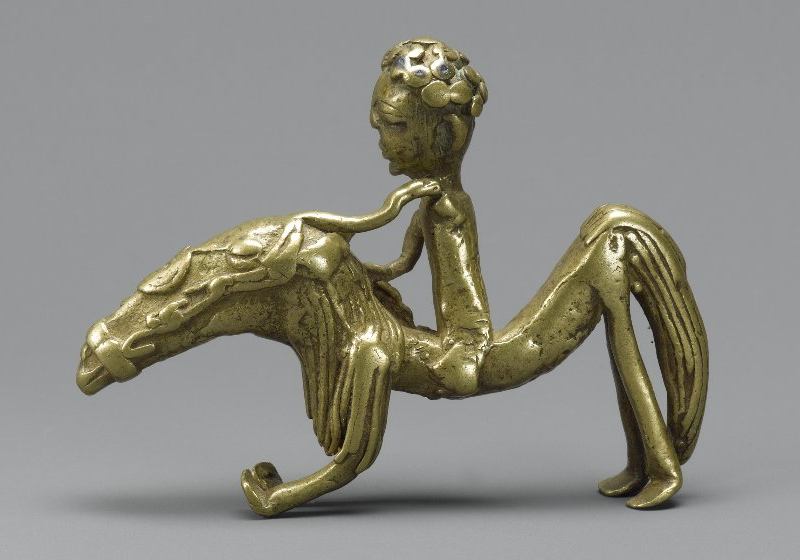
ガーナ地域の黄銅の騎馬像
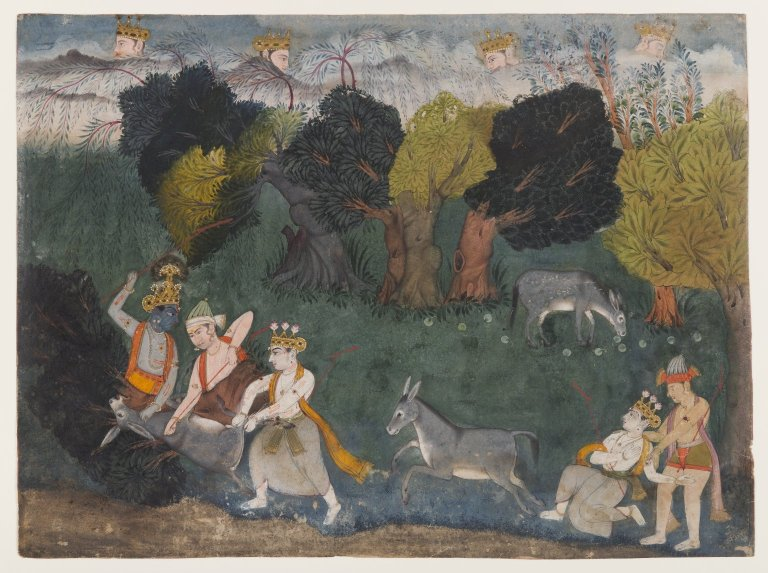
ヒンドゥー教の経典、デーヌカと戦うバララーマ

### ヨーロッパの美術
ブルックリン美術館には後期ゴシックまたイタリアのルネサンス時代の作品も収められている。その他にはフランス・ハルスといったオランダの画家の作品、19世紀フランスのシャルル＝フランソワ・ドービニーやウジェーヌ・ブーダンの絵画、ベルト・モリゾやカミーユ・ピサロなど印象派の作品も展示されている。

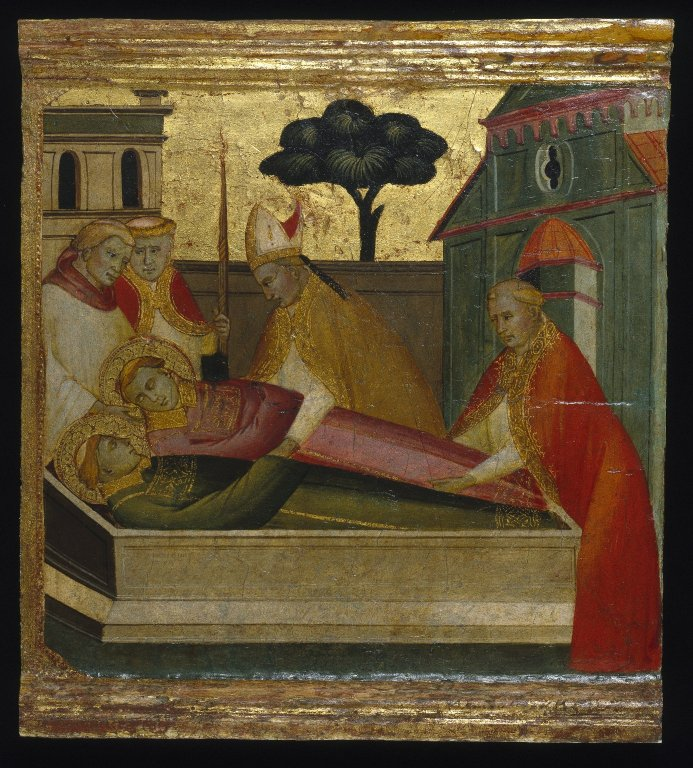
Lorenzo di Niccolò, Saint Lawrence Buried in Saint Stephen's Tomb, 1410–1414, tempera and tooled gold on poplar, 33 × 36 cm
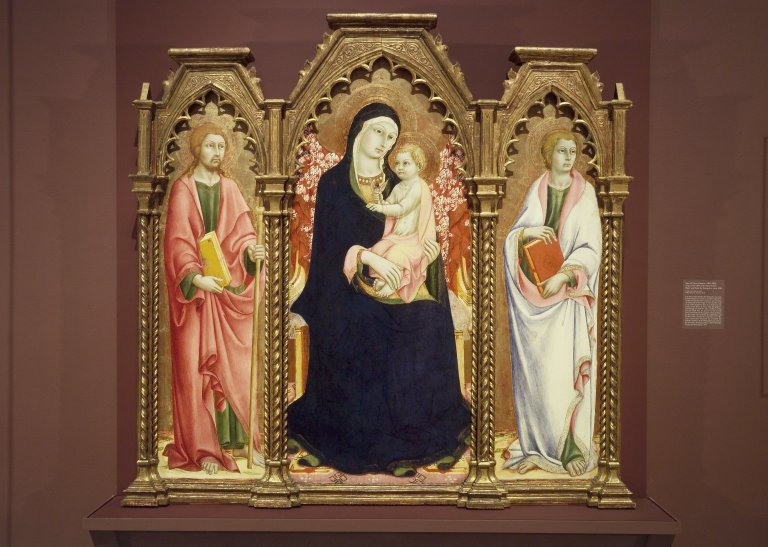
Sano di Pietro, Triptych of Madonna with Child, St. James and St. John the Evangelist, ca. 1460, 1462
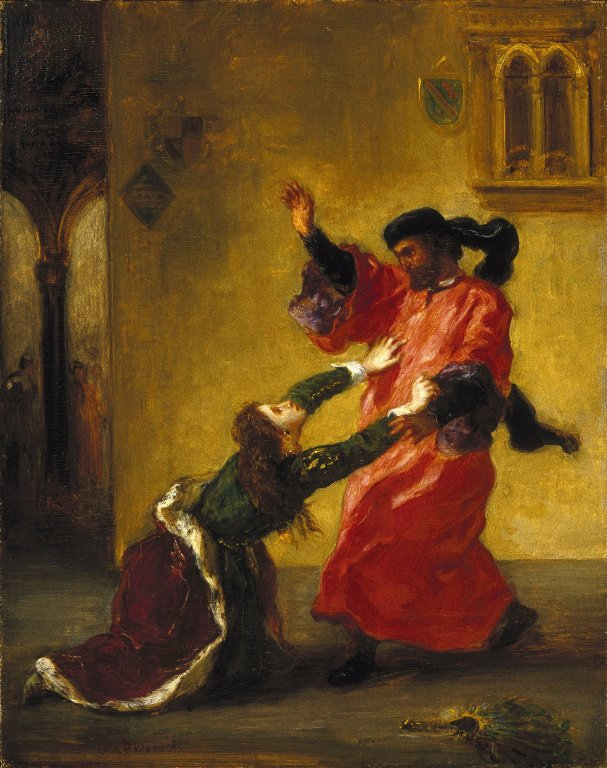
ウジェーヌ・ドラクロワ, Desdemona Cursed by her Father (Desdemona maudite par son père), c. 1850-1854
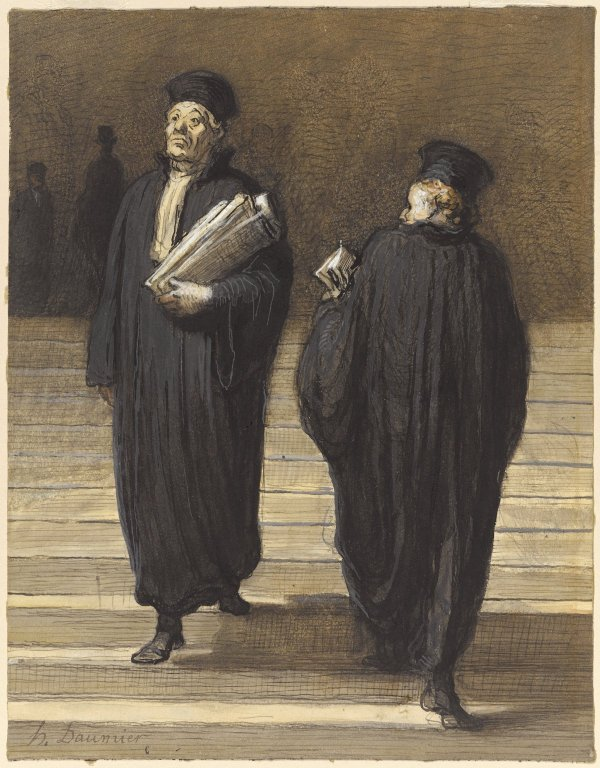
オノレ・ドーミエ, The Two Colleagues (Lawyers) (Les deux confrères Avocats), 1865-1870
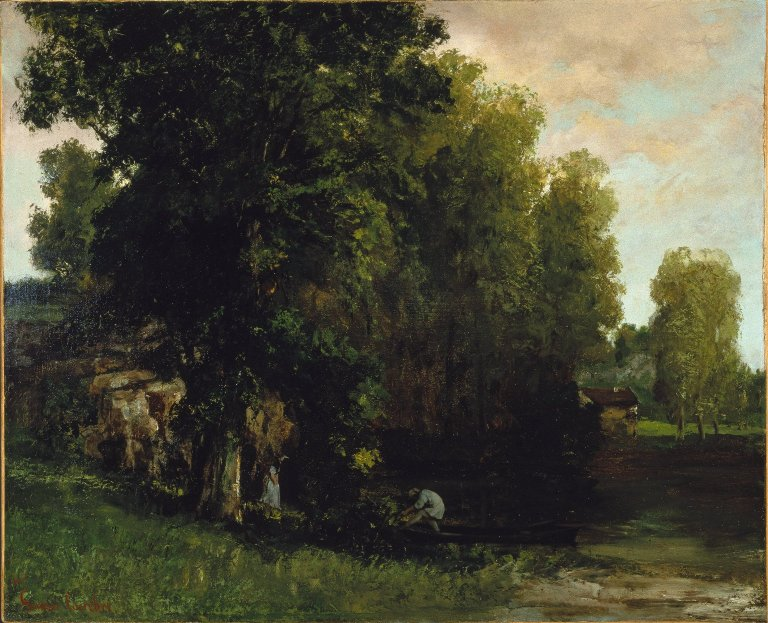
ギュスターヴ・クールベ, The Edge of the Pool, 1867
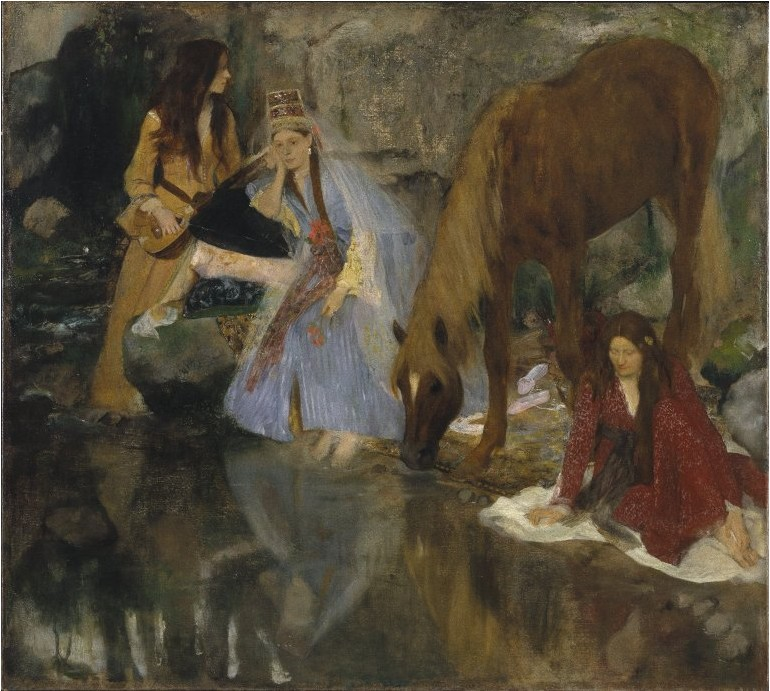
エドガー・ドガ, Portrait de Mlle Eugénie Fiocre, 1867-1868
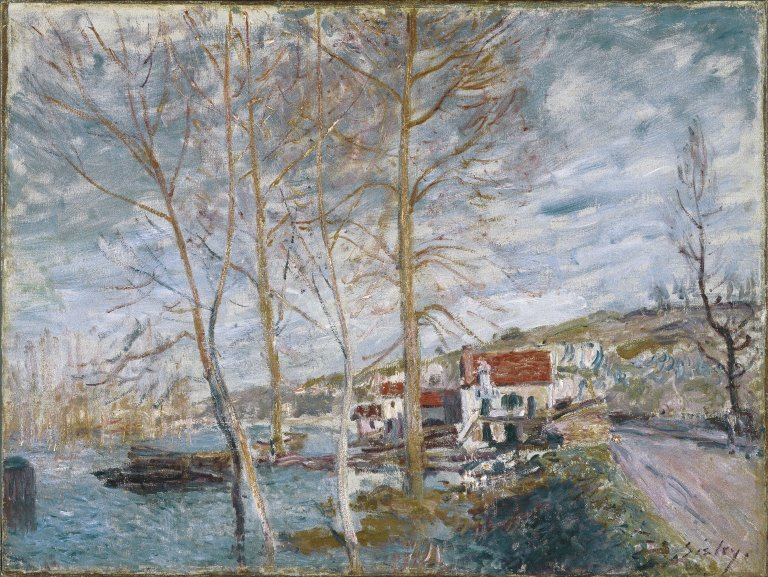
アルフレッド・シスレー, Flood at Moret (Inondation à Moret), 1879
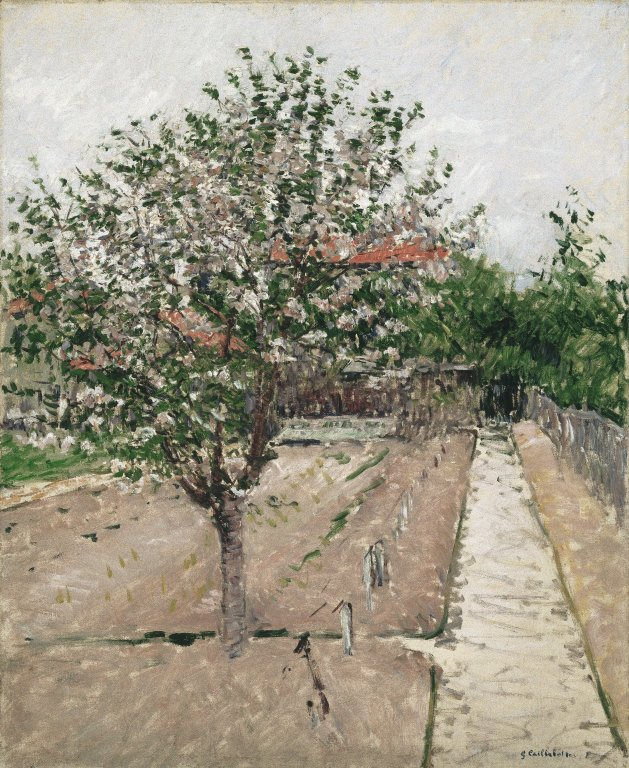
ギュスターヴ・カイユボット, Apple Tree in Bloom (Pommier en fleurs), c. 1885
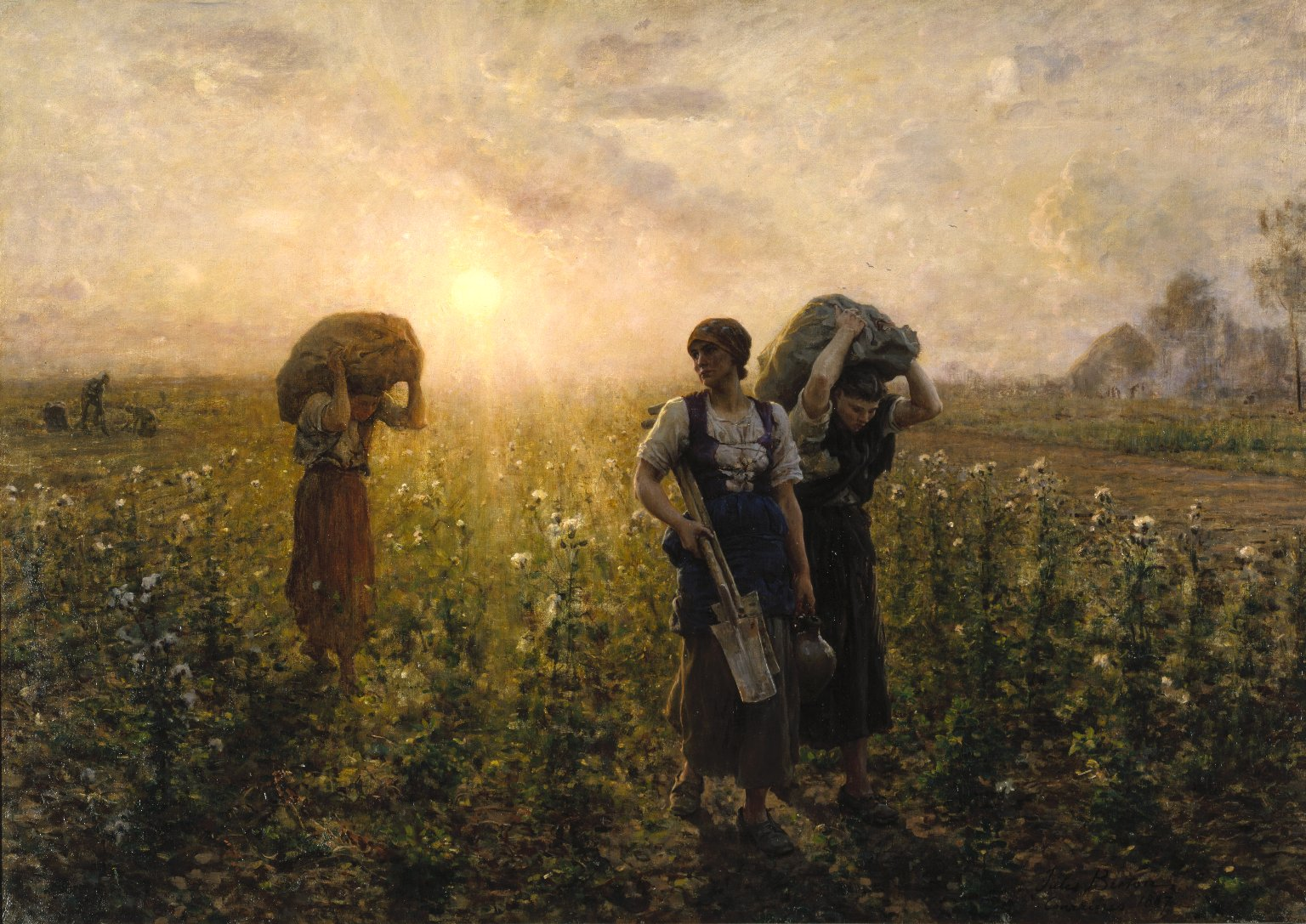
Jules Breton, Fin du travail (The End of the Working Day), c.1886-1887
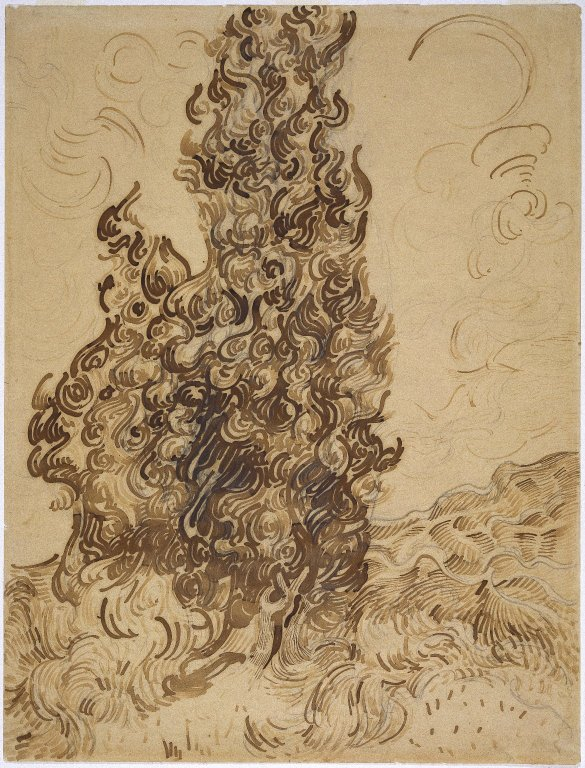
フィンセント・ファン・ゴッホ, Cypresses (Les Cyprès), 1889, Reed pen, graphite, quill, brown ink and black ink on white wove latune et cie balcons paper
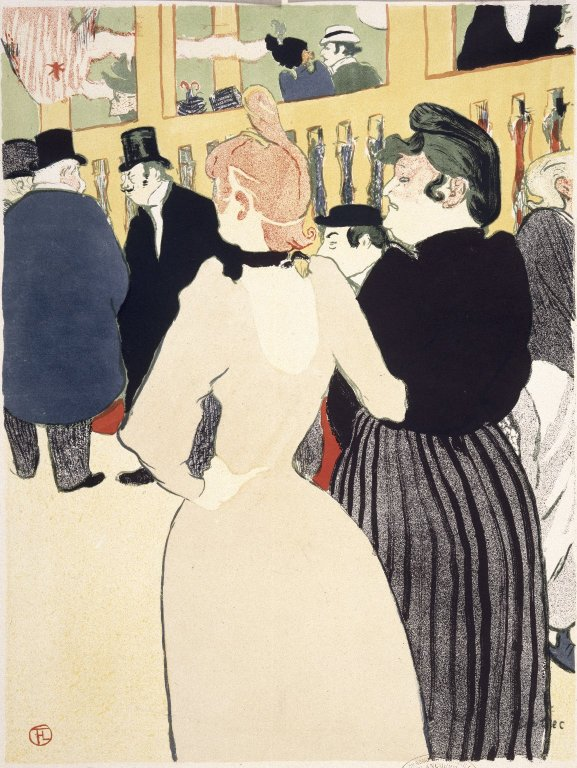
アンリ・ド・トゥールーズ＝ロートレック, At the Moulin Rouge (Au Moulin Rouge), c. 1892
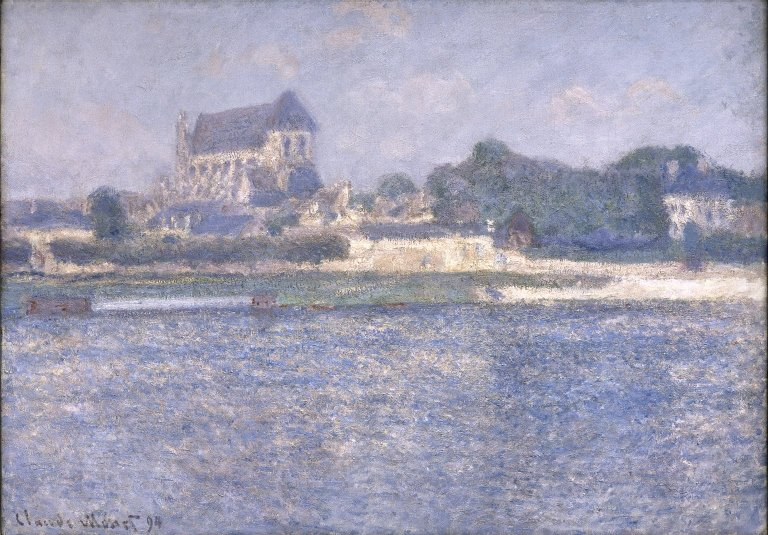
クロード・モネ, The Church at Vernon, 1894
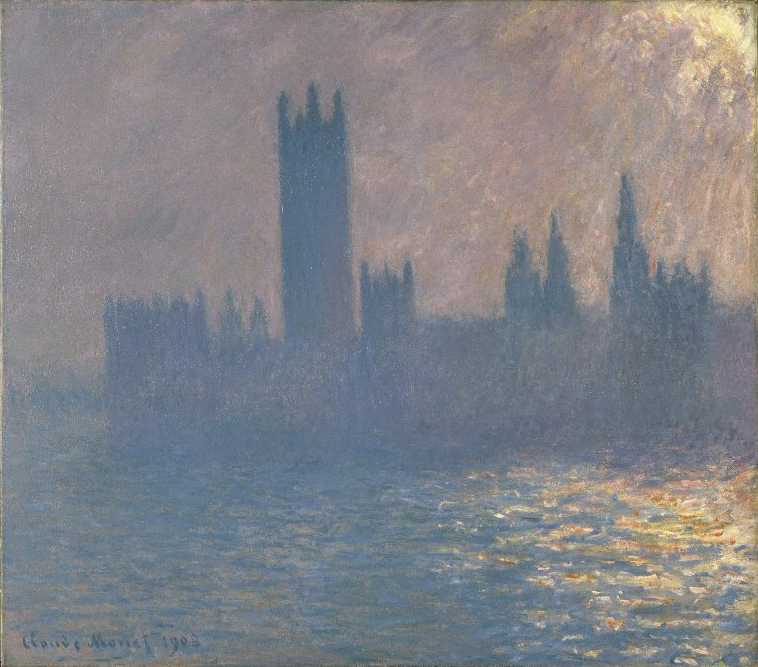
クロード・モネ, Houses of Parliament Sunlight Effect (Le Parlement effet de soleil), 1903
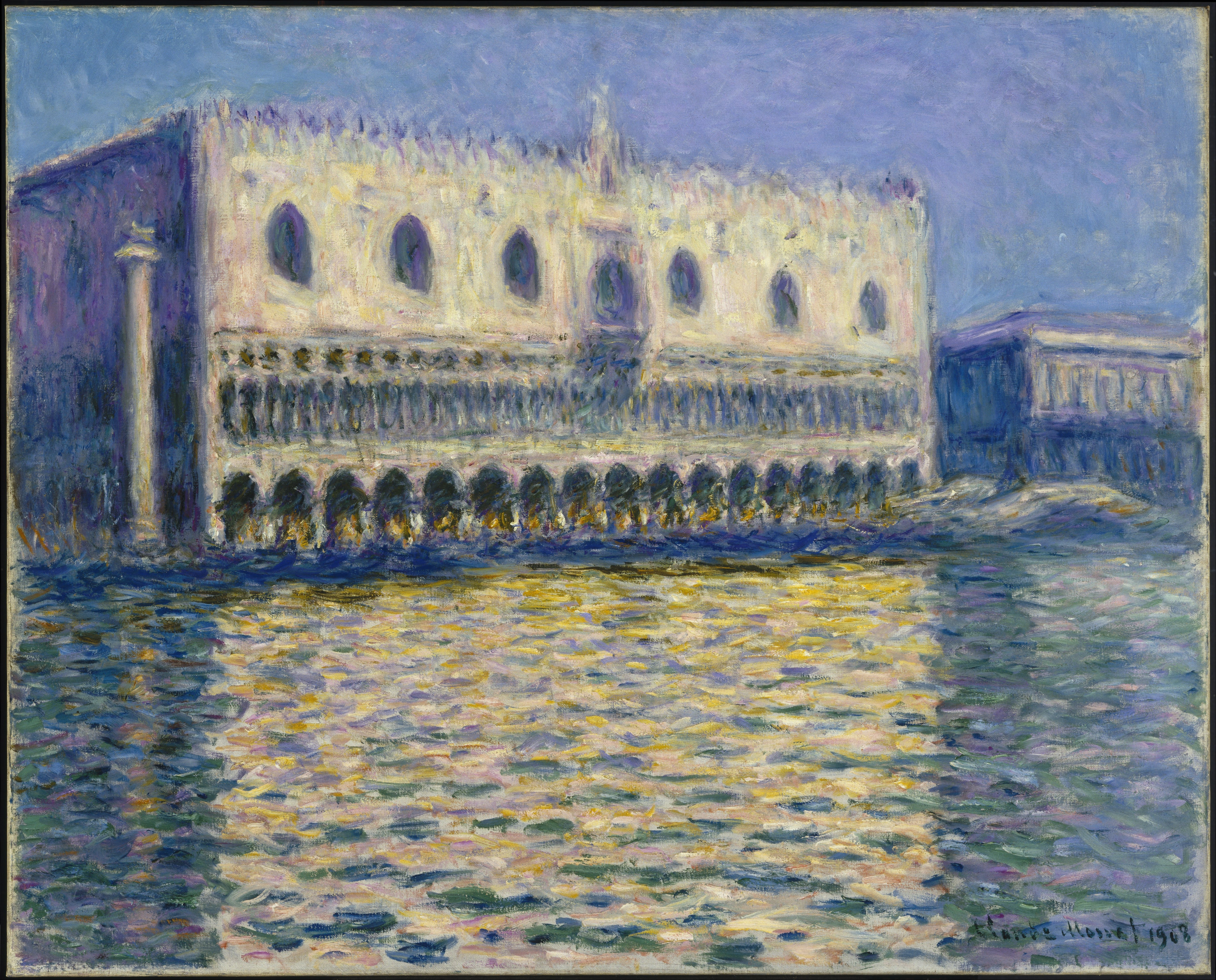
クロード・モネ, The Doge's Palace (Le Palais ducal), 1908
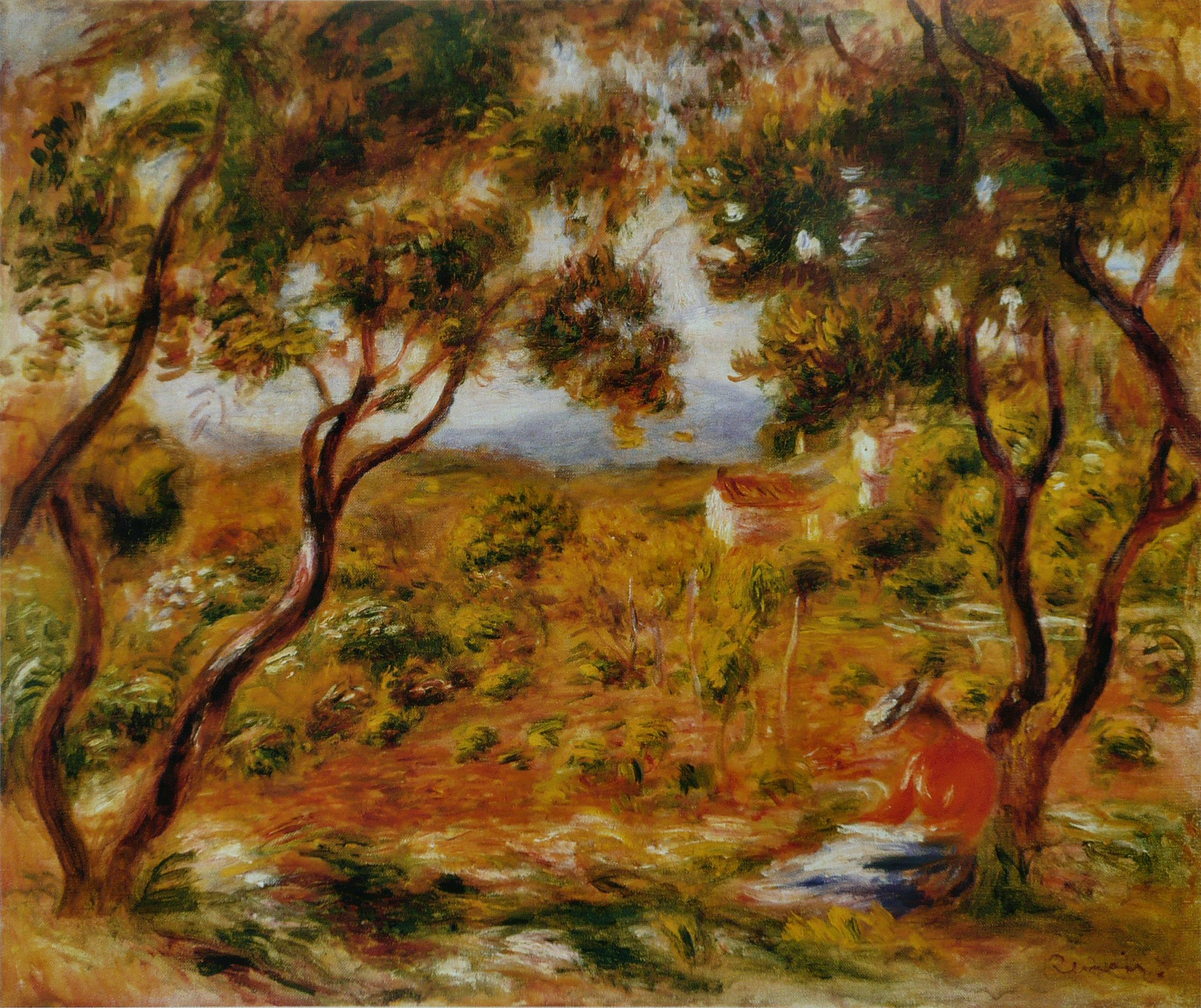
ピエール＝オーギュスト・ルノワール, Les Vignes à Cagnes, 1908

## 施設
開園時間
博物館は毎日午前 11 時から午後 6 時まで開館しています。土曜日を除く午前5時から午後11時まで。火曜日と月曜日は定休日です.